# 216439 Lyubertsy
216439 Lyubertsy è un asteroide della fascia principale. Scoperto nel 2009, presenta un'orbita caratterizzata da un semiasse maggiore pari a 2,6957050 UA e da un'eccentricità di 0,0601248, inclinata di 11,28259° rispetto all'eclittica.
Dal 6 agosto al 4 ottobre 2009, quando 216897 Golubev ricevette la denominazione ufficiale, è stato l'asteroide denominato con il più alto numero ordinale. Prima della sua denominazione, il primato era di 210444 Frithjof.
L'asteroide è dedicato alla città russa di Ljubercy.